# Beleštevica
Beleštevica (mazedonisch Белештевица) ist ein Dorf im zentralen Teil Nordmazedoniens, das zur Gemeinde Veles gehört. Die nächstgelegene Stadt ist Veles.

## Geographie
Beleštevica liegt etwa 10 Kilometer nordwestlich von der Gemeindehauptstadt Veles. Im Norden liegen S'lp und Sopot, im Osten Novačani und Bašino Selo, im Süden Raštani, Buzalkovo und R'levci, während es im Westen an der Opština Zelenikovo grenzt. Beleštevica liegt in der historischen Region Grohot.

## Geschichte
Es wird angenommen, dass der Name des Dorfes metonymisch ist und vom Namen des Flusses Beleštevica, einem rechten Nebenfluss des Vardars, stammt. Im 19. Jahrhundert war Beleštevica ein Dorf innerhalb der Kaza (Verwaltungseinheit) Veles des Osmanischen Reichs.
Seine Bewohner bekannten sich zu Beginn des 19. Jahrhunderts in einem Plebiszit zum bulgarischen Exarchat und waren Teil des bulgarischen Millets. In der französischsprachigen Statistik Ethnographie des Vilayets d’Andrinople, de Monastir et de Salonique zählte im Jahr 1873 Beleštevica 6 Haushalte mit 22 Bulgaren auf. Laut der Statistik des Ethnographen Wassil Kantschow zählte Beleštevica Ende des 19. Jahrhunderts 100 Einwohner, allesamt Bulgaren.
Nach den Statistiken des Sekretärs des Exarchats Dimitar Mischew (La Macedoine et sa Population Chrétienne) im Jahr 1905 lebten in Beleštevica 64 bulgarische Exarchisten. Im Zuge des Balkankrieges meldeten sich zwei Dorfbewohner freiwillig zur Makedonisch-Adrianopeler Landwehr, einem Freiwilligenverband der bulgarischen Armee.
Auf den Fundamenten einer alten Kirche wurde 1927 die Kirche Voskresenie Hristovo errichtet, die der Auferstehung Jesu Christi geweiht ist. Rund um die alte Kirche befand sich auch ein Friedhof. Heute befindet sich die Kirche in einem halbzerstörten Zustand. 1927 führte der deutsche Forscher Leonhard Schultze Beleštevica auf seiner Karte Mazedoniens auf und ordnete es als ein christlich-bulgarisches Dorf ein.
Laut der Volkszählung von 2002 hatte Beleštevica 15 Einwohner zu verzeichnen, allesamt Mazedonier. Laut der letzten Volkszählung von 2021 hatte das Dorf vier Einwohner zu verzeichnen, zwei Mazedonier und zwei Albaner.

## Wirtschaft
Gemäß der Zusammensetzung des Dorfes hat Beleštevica eine gemischte Vieh- und Forstwirtschaftsfunktion, und obwohl es eine sehr kleine Einwohnerzahl hat, findet in ihm ein aktives Leben statt. So züchten Dorfbewohner Ziegen und Schafe. Auf den Feldern im Tal, direkt am Eingang des Dorfes werden verschiedene Arten von Teepflanzen (Thymian, Ringelblume, Salbei und Hibiskus) gepflanzt und angebaut, die auf dem Grünen Markt in Skopje verkauft werden. Auf den Feldern in dieser Gegend werden zudem Tabak, Weizen und Körnermais angebaut, sowie in sehr geringem Umfang Auberginen, Paprika und Spinat. Auf den grasbewachsenen Hügeln mit vielen Büschen gleich oberhalb des Dorfes weiden Viehherden wie Kühe und Kälber von Hirten aus den Nachbardörfern Buzalkovo und Raštani. Brennholz wird in den Wäldern unweit des Dorfes geschlagen.